# Liaison (voie)
 (signalé en mai 2025).
Si vous disposez d'ouvrages ou d'articles de référence ou si vous connaissez des sites web de qualité traitant du thème abordé ici, merci de compléter l'article en donnant les références utiles à sa vérifiabilité et en les liant à la section « Notes et références ».
- Archive Wikiwix
- Bing
- Cairn
- DuckDuckGo
- E. Universalis
- Gallica
- Google
- G. Books
- G. News
- G. Scholar
- Persée
- Qwant
- (zh) Baidu
- (ru) Yandex
- (wd) trouver des œuvres sur Wikidata

Une liaison, terme de moins en moins répandu en France avec la nouvelle numérotation des routes mise en place, désigne une voie rapide permettant de relier deux routes principales, souvent elles-mêmes des autoroutes ou d'autres voies rapides.
En Italie, on utilise le terme de raccordo pour désigner le même type d'infrastructure. Ce sont en fait des voies rapides qui raccordent deux autoroutes.
Le nom de la liaison est suivi par les numéros des deux voies qu'elle est censée relier (ex: Liaison A15-D915)